# Granjeiro
Granjeiro is een gemeente in de Braziliaanse deelstaat Ceará. De gemeente telt 4.999 inwoners (schatting 2009).